# París-Tours 1971
La París-Tours 1971 fue la 65.ª edición de la clásica París-Tours. Se disputó el 3 de octubre de 1971 y el vencedor final fue el belga Rik Van Linden del equipo Hertekamp-Magniflex, que se impuso en el sprint de una fuga con 16 integrantes.

## Clasificación general[2]
|    | Ciclista           | Equipo                   | Tiempo     |
| -- | ------------------ | ------------------------ | ---------- |
| 1  | Rik Van Linden     | Hertekamp-Magniflex      | 6h 59' 28" |
| 2  | Marino Basso       | Molteni-Arcore           | m.t.       |
| 3  | Gerben Karstens    | Goudsmit-Hoff            | m.t.       |
| 4  | Walter Godefroot   | Peugeot-Michelin-BP      | m.t.       |
| 5  | Cyrille Guimard    | Fagor-Mercier-Hutchinson | m.t.       |
| 6  | Roger Swerts       | Molteni-Arcore           | m.t.       |
| 7  | Frans Verbeeck     | Watney-Avia              | m.t.       |
| 8  | Enzo Mattioda      | Peugeot-Michelin-BP      | m.t.       |
| 9  | Jos Van Beers      | Goudsmit-Hoff            | m.t.       |
| 10 | Robert Mintkiewicz | Sonolor-Lejeune          | m.t.       |